# Alexei Nikolajewitsch Dudukalo

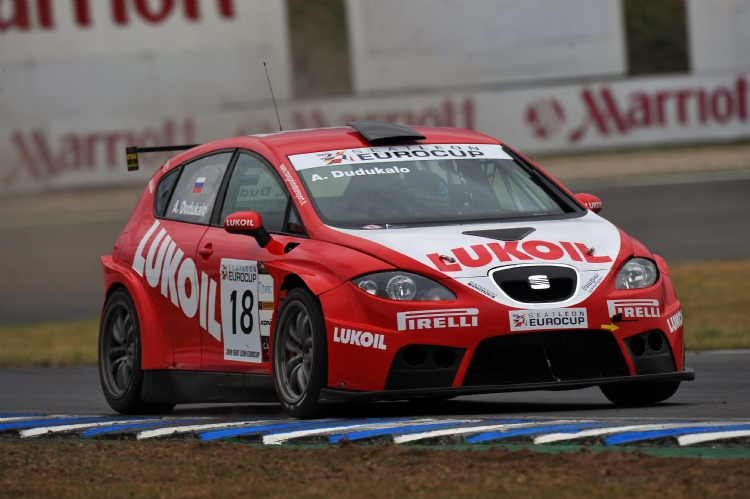
Alexei Dudukalo im Seat-Leon-Europacup 2009

Alexei Nikolajewitsch Dudukalo, auch Aleksei Dudukalo, (russisch Алексей Николаевич Дудукало; * 6. Oktober 1976 in Moskau) ist ein ehemaliger russischer Automobilrennfahrer.

## Karriere
Dudukalo begann seine Motorsportkarriere im Formelsport im Jahr 2000. Er wurde Sechster in der russischen Formel 1600 und Zwölfter in der russischen Formel 3. Außerdem nahm er an einem Rennen der italienischen Formel Renault teil. 2002 belegte er den 16. Gesamtrang in der Formula Russia. 2004 trat er erneut in der russischen Formel 1600 an und beendete die Saison auf dem dritten Platz. 2006 wechselte Dudukalo in den Tourenwagensport und wurde Neunter in der Russian Touring Car Championship (RTCC). Außerdem trat er zu zwei Rennen des European Touring Car Cups (ETC-Cup) an.
2009 trat Dudukalo zu fünf von sechs Rennwochenenden des SEAT León Eurocups an. Für Rangoni Motorsport startend wurde er mit einem fünften Platz als bestes Resultat 18. in der Fahrerwertung. Außerdem nahm er an drei Rennen des spanischen SEAT León Supercopa teil. In der Racing Championship of Siberia and Far East belegte er in diesem Jahr den 13. Platz. 2010 wechselte Dudukalo im SEAT León Eurocup zum spanischen Team SUNRED und trat zu jedem Rennen an. Der Rennfahrer entschied ein Rennen für sich und beendete die Saison auf dem siebten Gesamtrang.
2011 ging Dudukalo für SUNRED in der Tourenwagen-Weltmeisterschaft (WTCC) an den Start und pilotiert einen SEAT León 2.0 TDI bzw. einen SUNRED SR León 1.6T. Am Saisonende belegte er mit zwei neunten Plätzen als beste Resultate den 21. Gesamtrang. 2012 absolvierte Dudukalo für das Lukoil Racing Team seine zweite Saison in der WTCC. Beim ersten Rennen in Monza hinterließ Dudukalo einen guten Eindruck mit schnellen Rundenzeiten. Zu Punkten reichte es aufgrund technischer Probleme im Rennen jedoch nicht. Auf dem Slovakiaring wurde er Zweiter und erzielte damit seine erste Podest-Platzierung. Er beendete die Saison auf dem 15. Platz in der Weltmeisterschaft. Mit 33 zu 252 Punkten unterlag er seinem Teamkollegen Gabriele Tarquini deutlich. 2013 erhielt Dudukalo ein WTCC-Cockpit bei LADA Sport. Bei der ersten Veranstaltung in Monza kollidierte er im Training mit seinem Teamkollegen. Beide Fahrer blieben unverletzt, jedoch erlitten beide Fahrzeuge einen Totalschaden, sodass LADA nicht am Rennen teilnehmen konnte. Dudukalo wurde daraufhin durch seinen Landsmann Michail Koslowski ersetzt und kam nicht mehr zum Einsatz.
2015 trat Dudukalo für das von Bamboo betreute LUKOIL Racing Team zu einer Veranstaltung der TCR International Series an.

## Statistik

### Karrierestationen
| - 2000: Russische Formel 1600 (Platz 6) - 2000: Russische Formel 3 (Platz 12) - 2000: Italienische Formel Renault - 2002: Formula Russia (Platz 16) - 2004: Russische Formel 1600 (Platz 3) | - 2006: RTCC (Platz 9) - 2006: ETC-Cup - 2009: SEAT León Eurocup (Platz 18) - 2009: Spanischer SEAT León Supercopa - 2009: Racing Championship of Siberia and Far East (Platz 13) | - 2010: SEAT León Eurocup (Platz 7) - 2011: WTCC (Platz 21) - 2012: WTCC (Platz 15) - 2013: WTCC - 2015: TCR International Series (Platz 38) |

### Einzelergebnisse in der TCR International Series
| Jahr | Team               | 1   | 2   | 3   | 4   | 5   | 6   | 7   | 8   | 9   | 10  | 11  | 12  | 13  | 14  | 15  | 16  | 17  | 18  | 19  | 20  | 21  | 22  | Punkte | Rang |
| ---- | ------------------ | --- | --- | --- | --- | --- | --- | --- | --- | --- | --- | --- | --- | --- | --- | --- | --- | --- | --- | --- | --- | --- | --- | ------ | ---- |
| 2015 | LUKOIL Racing Team | SEP | SEP | SHA | SHA | VAL | VAL | POR | POR | MNZ | MNZ | SAL | SAL | SOC | SOC | SPI | SPI | SIN | SIN | BUR | BUR | MAC | MAC | 2      | 38.  |
| 2015 | LUKOIL Racing Team |     |     |     |     |     |     |     |     |     |     |     |     | 11  | 9   |     |     |     |     |     |     |     |     | 2      | 38.  |